# 時煒
時煒（Shih Wei，1981年7月6日—）臺灣臺北市人，為一位退役足球運動員，曾效力於香港流浪、日本五人制足球聯賽的 Bardlar浦安俱樂部等隊。

## 生平
時煒1981年7月出生於臺灣臺北市，就讀小學前，時煒即常與家人在臺灣與日本兩地生活，直到一歲時，因時煒父親工作緣故，正式在日本定居，也因此時煒另有日本姓名時國司（日语：時国司），小學時期，時煒即來到當地的地方足球隊，學習足球技巧。1993年，時煒進入慶應義塾湘南藤澤中等部和高等部就學，兩年後，時煒報考職業球會，町田澤維亞足球會的青訓隊伍。1998年，結束青訓後的時煒回到慶應義塾湘南藤沢高等部加入該校足球校隊，期間他也擔任校隊隊長一職直到2000年。
2000年，時煒代表中華台北U19代表隊出戰2000年亞足聯U19青年錦標賽之後，即暫停足球相關活動，並多次婉拒中華台北足球協會的代表隊邀請。之後大學時期，時煒考上日本東京都慶應義塾大學經濟系就讀。2004年，時煒自慶應義塾大學畢業，並隨即投入職場工作，當時他進入到高盛日本分公司內的戰略投資部擔任分析師，2006年晉升至經理。2010年，時煒前往英國倫敦商學院攻讀企業管理碩士（MBA）到2012年獲得碩士學位後畢業。畢業後，時煒並沒有回到日本，而是續留於英國，並任至於一家投資避險基金的公司任職。
2015年1月，時煒所在的公司因需要拓展亞洲市場，而時煒本身因為能夠以日、英、中三種語言進行溝通，因此公司即指派時煒前往香港擔任公司亞洲區的主管階級。

## 職業生涯

### 球會
時煒最早的足球職業生涯可從加入到町田澤維亞足球會青訓系統說起。然而之後時煒暫停他的足球生涯近6年的時間。直到2006年，時煒決定回到足球場上重新復出，經過體能恢復訓練後，他加入到日本五人制足球會 FC Spiv 中。在2007年至2009年三個賽季中，時煒擔任該球會的隊長一職，2008年他代表球隊出戰日本的全國五人制足球聯賽中獲得全國冠軍。
2014年前往英國以後，他通過 FC 恩菲爾德的選拔進入球隊效力，期間代表球隊參加英格蘭五人制足球最高級別聯賽英格蘭全國五人制聯賽，以及英格蘭全國五人制盃賽，更是首位臺灣人以及日本人在上述兩項賽事中獲得進球的紀錄。雖然僅效力一個賽季，然而時煒在盃賽及聯賽中共收穫4球的進球成績。
2015年，時煒因職務因素舉家來到香港後，開始積極洽詢香港各個五人制足球會，其中香港飛馬足球會（原天水圍飛馬）與香港流浪足球會是他的首選。2015年3月，時煒正式與香港流浪足球會簽約至賽季結束，並身穿背號10號球衣。
2016年1月，逢舉辦第二屆的香港五人制足球聯賽剛完成第二輪賽事後，香港流浪足球會總監李輝立表示，該隊能夠第二次組隊參與五人制足球聯賽係因隊內的球員時煒的積極熱心與遊說下，才能獲得相關資金贊助籌組隊伍。
2016年6月，時煒與香港流浪隊的合約到期後，他回到日本並加入到日本五人制足球聯賽 Bardlar浦安俱樂部效力。後來，時煒因公司派任新職務，所以選擇退役。

### 國家隊
1999年，時煒參與日本當地的足球比賽時，因優異表現，獲得當地媒體報導，讓他獲得「神の射手」的稱號，在此時受到臺灣中華台北足球協會注意，隨後協會即向時煒發出邀請，希望他回到臺灣代表中華台北U19代表隊出戰2000年的亞足聯U19青年錦標賽，在該屆賽事中，時煒擔任中華台北U19代表隊的隊長一職。然而在此之後，時煒即婉拒了後續中華台北足球協會的其他邀請。
2015年11月，中華台北五人制足球代表隊即將參與2016年亞足聯五人制足球錦標賽，時煒再次接受中華台北代表隊的徵招前往蒙古烏蘭巴托參與資格賽，並隨隊晉級預定在烏茲別克舉辦的會內賽。

## 統計數據

### 國家隊生涯統計
| 中華台北U19            | 中華台北U19 | 中華台北U19 | 中華台北U19 |
| 年度                   | 出賽        | 進球        | 參考        |
| ---------------------- | ----------- | ----------- | ----------- |
| 2000                   | 3           | 0           | [ 1 ]       |
| 總計                   | 3           | 0           | [ 1 ]       |
| 最後更新於2016年2月2日 |             |             | [ 1 ]       |

| 中華台北五人制          | 中華台北五人制 | 中華台北五人制 | 中華台北五人制 |
| 年度                    | 出賽           | 進球           | 參考           |
| ----------------------- | -------------- | -------------- | -------------- |
| 2015                    | 4              | 0              |                |
| 2016                    | 6              | 0              |                |
| 總計                    | 10             | 0              |                |
| 最後更新於2016年2月22日 |                |                |                |

## 資料來源
1. 1 2 3 4 5 6 7 8 9 10 11 12 13 14  冬蔭波. . 運動視界. 2015-11-25  [2016-02-02]. （原始内容存档于2020-07-04） （中文（臺灣））.
2. 1 2  町田ゼルビア スポーツクラブ. . アスレチッククラブ町田. 2014-09-09  [2016-02-02]. （原始内容存档于2016-02-04） （日语）.
3. 1 2  張克銘. . ETtoday東森新聞雲. 2016-01-03  [2016-02-02]. （原始内容存档于2020-07-04） （中文（臺灣））.
4. ↑  . J論. 2014-10-23  [2016-02-02]. （原始内容存档于2020-07-04） （日语）.
5. ↑  . Facebook.   [2016-02-02]. （原始内容存档于2020-07-04） （中文（臺灣））.
6. 1 2  . 標準流浪官方球會網站.   [2016-02-02] （中文（香港））.[永久]
7. 1 2  冬蔭波. . 運動視界. 2015-11-24  [2016-02-02]. （原始内容存档于2019-12-02） （中文（臺灣））.
8. ↑  . 都市日報. 2016-01-21  [2016-02-02] （中文（香港））.
9. ↑  路皓惟. . ETtoday東森新聞雲. 2016-04-22  [2016-02-02]. （原始内容存档于2020-07-04） （中文（臺灣））.
10. ↑  EDGE編集部. . futsaledge. 2016-04-20  [2021-06-09]. （原始内容存档于2021-06-09） （日语）.
11. ↑  久保佑一郎. . footballista. 2019-03-20  [2020-09-12]. （原始内容存档于2021-06-09） （日语）.
12. ↑  . 中華民國足球協會網站. 2015-11-11  [2016-02-02] （中文（臺灣））.